# Koto Ōkubo
Pour les articles homonymes, voir Ōkubo.
 (octobre 2013).
Si vous disposez d'ouvrages ou d'articles de référence ou si vous connaissez des sites web de qualité traitant du thème abordé ici, merci de compléter l'article en donnant les références utiles à sa vérifiabilité et en les liant à la section « Notes et références ».
Koto Ōkubo (大久保 琴, Ōkubo Koto), née le 24 décembre 1897 à Tokyo et morte le 12 janvier 2013 à Kawasaki (Kanagawa), est une supercentenaire japonaise qui a été doyenne féminine de l'humanité pendant presque un mois, du 17 décembre 2012 à sa mort.